# Zernitz-Lohm
Zernitz-Lohm település Németországban, azon belül Brandenburgban. Lakosainak száma 915 fő (2023. december 31.).

## Népesség
A település népességének változása:
| Lakosok száma | 864  | 870  | 897  | 918  | 915  |
|               | 2017 | 2019 | 2021 | 2022 | 2023 |